# Fejervarya
Fejervarya es un género de anfibios anuros de la familia Dicroglossidae que se distribuyen desde el este de la India hasta Japón y toda Indonesia hasta quizá Papúa Nueva Guinea.

## Lista de especies
Se reconocen las 41 siguientes según ASW:
- Fejervarya altilabris[2]
- Fejervarya andamanensis (Stoliczka, 1870)
- Fejervarya asmati Howlader, 2011
- Fejervarya brevipalmata (Peters, 1871)
- Fejervarya cancrivora (Gravenhorst, 1829)
- Fejervarya caperata Kuramoto, Joshy, Kurabayashi & Sumida, 2008
- Fejervarya changmaiensis Suwannapoom, Yuan, Poyarkov, Yan, Kamtaeja, Murphy & Che, 2016
- Fejervarya chilapata (Ohler, Deuti, Grosjean, Paul, Ayyaswamy, Ahmed & Dutta, 2009)
- Fejervarya dhaka (Howlader, Nair & Merilä, 2016)
- Fejervarya frithii[3]
- Fejervarya gomantaki Dinesh, Vijayakumar, Channakeshayamurthy, Torsekar, Kulkarni & Shanker, 2015
- Fejervarya granosa Kuramoto, Joshy, Kurabayashi & Sumida, 2008
- Fejervarya greenii (Boulenger, 1905)
- Fejervarya iskandari Veith, Kosuch, Ohler & Dubois, 2001
- Fejervarya kawamurai Djong, Matsui, Kuramoto, Nishioka & Sumida, 2011
- Fejervarya keralensis (Dubois, 1981)
- Fejervarya kirtisinghei (Manamendra-Arachchi & Gabadage, 1996)
- Fejervarya kudremukhensis Kuramoto, Joshy, Kurabayashi & Sumida, 2008
- Fejervarya limnocharis (Gravenhorst, 1829)
- Fejervarya modesta (Rao, 1920)
- Fejervarya moodiei (Taylor, 1920)
- Fejervarya mudduraja Kuramoto, Joshy, Kurabayashi & Sumida, 2008
- Fejervarya multistriata (Hallowell, 1861)
- Fejervarya murthii (Pillai, 1979)
- Fejervarya mysorensis (Rao, 1922)
- Fejervarya nepalensis (Dubois, 1975)
- Fejervarya nicobariensis (Stoliczka, 1870)
- Fejervarya nilagirica (Jerdon, 1854)
- Fejervarya orissaensis (Dutta, 1997)
- Fejervarya parambikulamana (Rao, 1937)
- Fejervarya pierrei (Dubois, 1975)
- Fejervarya pulla (Stoliczka, 1870)
- Fejervarya rufescens (Jerdon, 1853)
- Fejervarya sahyadris (Dubois, Ohler & Biju, 2001)
- Fejervarya sakishimensis Matsui, Toda & Ota, 2008
- Fejervarya sauriceps (Rao, 1937)
- Fejervarya schlueteri (Werner, 1893)
- Fejervarya sengupti Purkayastha & Matsui, 2012
- Fejervarya syhadrensis (Annandale, 1919)
- Fejervarya teraiensis (Dubois, 1984)
- Fejervarya triora Stuart, Chuaynkern, Chan-ard & Inger, 2006
- Fejervarya verruculosa (Roux, 1911)
- Fejervarya vittigera (Wiegmann, 1834)

Además hay varias especies incertae sedis:
- Pyxicephalus frithii Theobald, 1868
- Rana altilabris Blyth, 1856
- Rana assimilis Blyth, 1852
- Rana brama Lesson, 1834

## Publicación original
- Bolkay, 1915 : Beiträge zur Osteologie einiger exotischer Raniden. Anatomischer Anzeiger, Jena, vol.48, p.172-183 (texto íntegro).